# Jakob Ortner
Jakob Ortner   (Innsbruck, 11 de juny de 1879 - Payerbach, 16 d'agost de 1959) va ser un guitarrista, llaütista, compositor i pedagog musical austríac.

## Biografia
Ortner va quedar impressionat per l'Escola Tárrega després de viatjar per Espanya i Itàlia. Va estudiar guitarra amb Luigi Mozzani, alumne de Miguel Llobet. Aquest últim va passar una nit com a hoste a la seva casa de Viena el 1922. Ortner va ensenyar a l'Acadèmia de Música de Viena des de 1910 i es va convertir en el primer professor de guitarra allà el 1914. És considerat el professor de guitarra austríac més important. Entre els seus alumnes hi ha Luise Walker i Karl Scheit. A partir de 1927 va publicar la revista Austrian Guitar Magazine. Va ser enterrat al cementiri de Heiligenstadt. La tomba ja està abandonada.

## Obra
- Kurzgefasste Gitarre-Schule (1935)